# Sone
Pour les articles homonymes, voir Sône.
Le sone est une unité de mesure de la sonie, ou volume sonore perçu, proposée en 1936 par Stanley Smith Stevens. Elle ne fait pas partie des unités du SI. La norme ISO 532 définit deux méthodes de calcul, la première due à Stevens, la seconde à Eberhard Zwicker. Elles se basent l'une et l'autre sur une analyse du niveau de pression acoustique en bandes de fréquences, et tiennent compte de l'effet de masque d'un son par un autre, ainsi que des différences de perception sonore selon que l'on se trouve dans un champ frontal ou dans un champ diffus.
1 sone correspond à une perception de volume sonore équivalent à celui d'un son pur de fréquence 1 kHz à un niveau de pression de 40 dB. 2 sones correspondent à un son 2 fois plus intense que celui de 1 sone pour un auditeur moyen.
Une évaluation en sones doit préciser la méthode utilisée et peut être accompagnée du suffixe G, qui signifie que la valeur est calculée pour un groupe de fréquences, et des suffixes D (pour Direct field ou champ direct) ou R (pour Room field ou champ diffus).